# Vysoká Lhota
Vysoká Lhota (en allemand : Hohen Lhota) est une commune du district de Pelhřimov, dans la région de Vysočina, en Tchéquie. Sa population de 15 habitants en 2024.

## Géographie
Vysoká Lhota se trouve à 7 km au sud-est de Pacov, à 14 km à l'ouest-sud-ouest de Pelhřimov, à 40 km à l'ouest de Jihlava et à 86 km au sud-est de Prague.
La commune est limitée par Kámen à l'ouest et au nord, par Zlátenka à l'est, par Moraveč à l'est et au sud-est, par Dobrá Voda u Pacova au sud et à l'ouest.

## Histoire
La première mention écrite de la localité date de 1430.

## Transports
Par la route, Vysoká Lhota se trouve à 16 km de Pelhřimov, à 47 km de Jihlava et à 112 km de Prague.